# 軍訓教官 (中華民國)

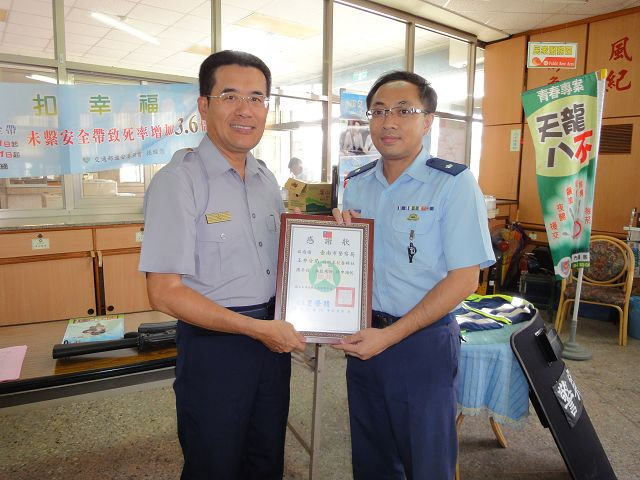
空軍少校教官（右）

軍訓教官，是指普設於中華民國各高級中等學校或大專院校的現役軍官，主要業務包含維護校園安全、學生之軍事訓練、全民國防教育、輔導與協助學生、協助校園業務等。軍訓教官主管單位為中華民國教育部學生事務及特殊教育司，因此未享有由中華民國國防部發放的軍人薪餉，而是由學校（公立學校教官）或教育部（私立學校教官）編列預算。高級中學及大專軍訓教官待遇法源由國軍志願役軍官俸額表定訂 。公立高中職教官，與部隊軍官相比較，少了每月1萬元的志願役加給，薪餉通常比在營服役的同級軍官少一些。

## 歷史沿革

### 臨時、北洋政府時期
實施多年的軍訓教官制度沿襲自中華民國於中國大陸的各級政府。1912年，新成立的中華民國政府陸續發表新教育政策。其中，教育總長蔡元培以德國教育為藍本，發表「軍國民教育」主張。該主張強調新中國應學習德國教育現況，對高級中學以上學生實施積極性的「軍事教育」。經中國教育部門相關部會決議通過後，該實施辦法送至中國北洋政府教育部實行。這裡面部分實施該教育的中國中等學校，其內容為講授軍事學大要，實施兵式操、射擊及軍事體能等。
1919年，第一次世界大戰結束，中德關係生變。另因提倡軍國民教育的德意志帝国成為戰敗國，將軍事教育融入中等學校的教育思想隨之式微。1924年，江蘇省教育會設「學校軍事研究會」，將原有軍國民教育思維改名為「學校軍事教育」並以「實施軍事教育，以養成強健身體」為教育宗旨之一。
將軍事教育融入地方政府自治事項的江蘇省，以軍事教育可養成健全體格、軍事教育可養成整齊習慣、軍事教育可養成尚武精神、軍事教育可養成自衛能力為理由，江蘇省境內中等學校以上均必須加入軍事教育，並由現役軍官予以輔導。

### 國民政府時期
1928年，國民革命軍北伐勝利後的國民政府以五三慘案為由，通過《中等以上學校軍事教育方案》，該方案以江蘇省實施軍訓為藍本，強制全國所屬高中以上學校學生，應以軍事科為必修，女生應習護理學。其中，省市教育廳局內設立的國民軍事訓練委員會首見以軍事訓練或軍訓一詞，而該委員會首設的軍訓教官編制，則訂定軍事學校畢業學生為軍訓教官的遴選方針。
1930年代的軍訓教官，對高中以上學校學生的授習內容約為每期至少四小時的男學生軍訓知識，女學生之軍事護理教習。除此，也教授傾向軍事方面的重軍事地理、軍事地圖、民族競爭史、國恥史、軍用機械軍事工程、個人勇氣薰陶等等。
根據中國教育會議通過「中等以上學校軍訓教育方案」，1937年中日戰爭爆發前，國民政府繼續以軍事教官為種子，實施高級中學的軍事工作，也詳訂由現役軍人為轉任原則的《軍事教官任用章程》、《軍訓教官服務條例》等。這段期間軍訓教官除軍事教育之外，也開始負責政治思想教育任務。諸如教育救國、自強圖存、負責任、明禮義、鼓舞愛國情操，激勵學生民心士氣、蓄積抗戰國力等方針。這裡面，以「十萬青年十萬軍」的知識青年從軍為最主要歷程。
1945年八年抗戰勝利後，中國國民黨的軍訓教育受到以中國共產黨為主的人士質疑。他們認軍訓教官為國民黨制止各大中學罷課、示威、遊行的工作人員，並以「反訓導」、「反徵兵」為由，全面反對校園內軍訓教官設置，致使中國大陸各校紛紛停止設置軍訓教官。之後以國民黨為主的國民政府將昆明121血案、重慶校場口事件、北平沈崇事件、1947年南京五二〇運動等校園動盪歸咎於學生軍訓教官的取消與式微。

### 行憲、政府遷臺時期
1951年，中華民國政府於臺灣地區全面恢復學生軍訓教育。首先由國防部選拔優秀軍官幹部18員擔任軍訓教官。經8所師範學校試辦成功後，翌年4月教育部頒布《高中以上學校學生軍事精神體格及技能訓練綱要》，並由蔣經國主持的中國青年反共救國團與國防部主導教官遴選配置。1960年，學生軍訓教官任用權移歸教育部主導，正式納入教育體系，不過軍訓教官仍由現役軍人轉任，並由國防部協助考核遴選。另一方面，因為教官具軍人身份，在管理訓導方面故仍適用軍法體系。

### 戒嚴時期與解嚴後
早期任務則注重於中華民國高級中學與大專學院內的軍事訓練、學生品行管理與思想政治教育、並推展黨務（加入國民黨）。在學校實施一些軍事教育、效仿國軍精神，並在學校的旗杆上面倣傚軍隊設置三根旗杆，中間為中華民國國旗、左邊為中國青年反共救國團團旗、右邊為學校校旗。
1987年解嚴、2000年民主進步黨執政後，教官功能、體制及性質均有重大改變。軍訓教官的功能定位於負責學生生活輔導、校園安全維護、教授全民國防課等工作，而其編制或業務工作明細也都列於各學校組織法等。
2013年十二年國教《高級中等教育法》，通過附帶決議，在2023年8月1日讓教官全面退出校園，然而教育部在2020年6月22日正式公告的修法內容，卻將「2023年8月1日」日程移除，並增設校安人員（學務創新人力）接替教官，因此軍訓教官預估2030年才會全部退役。

## 現況

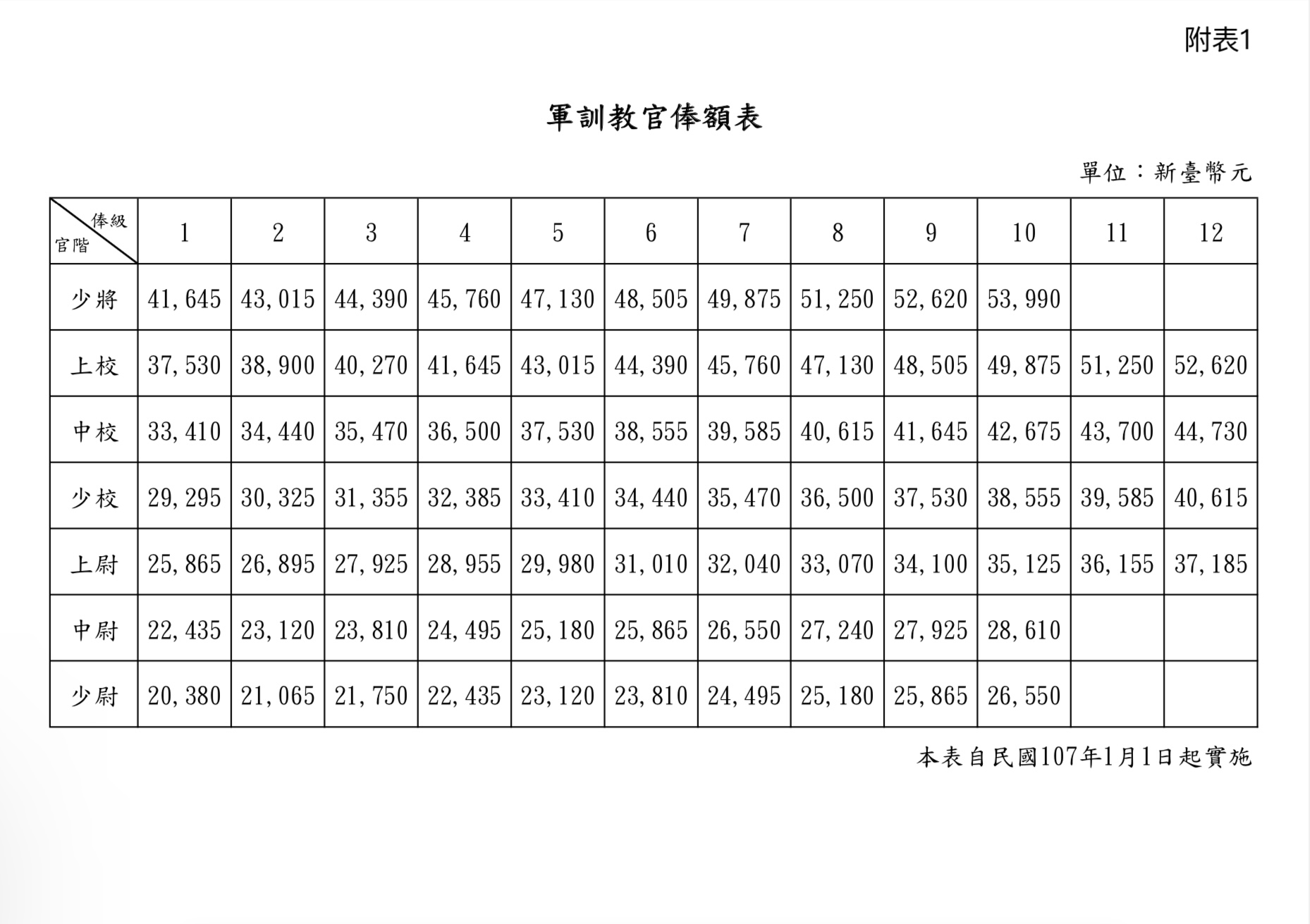
軍訓教官本俸俸額表（107年）

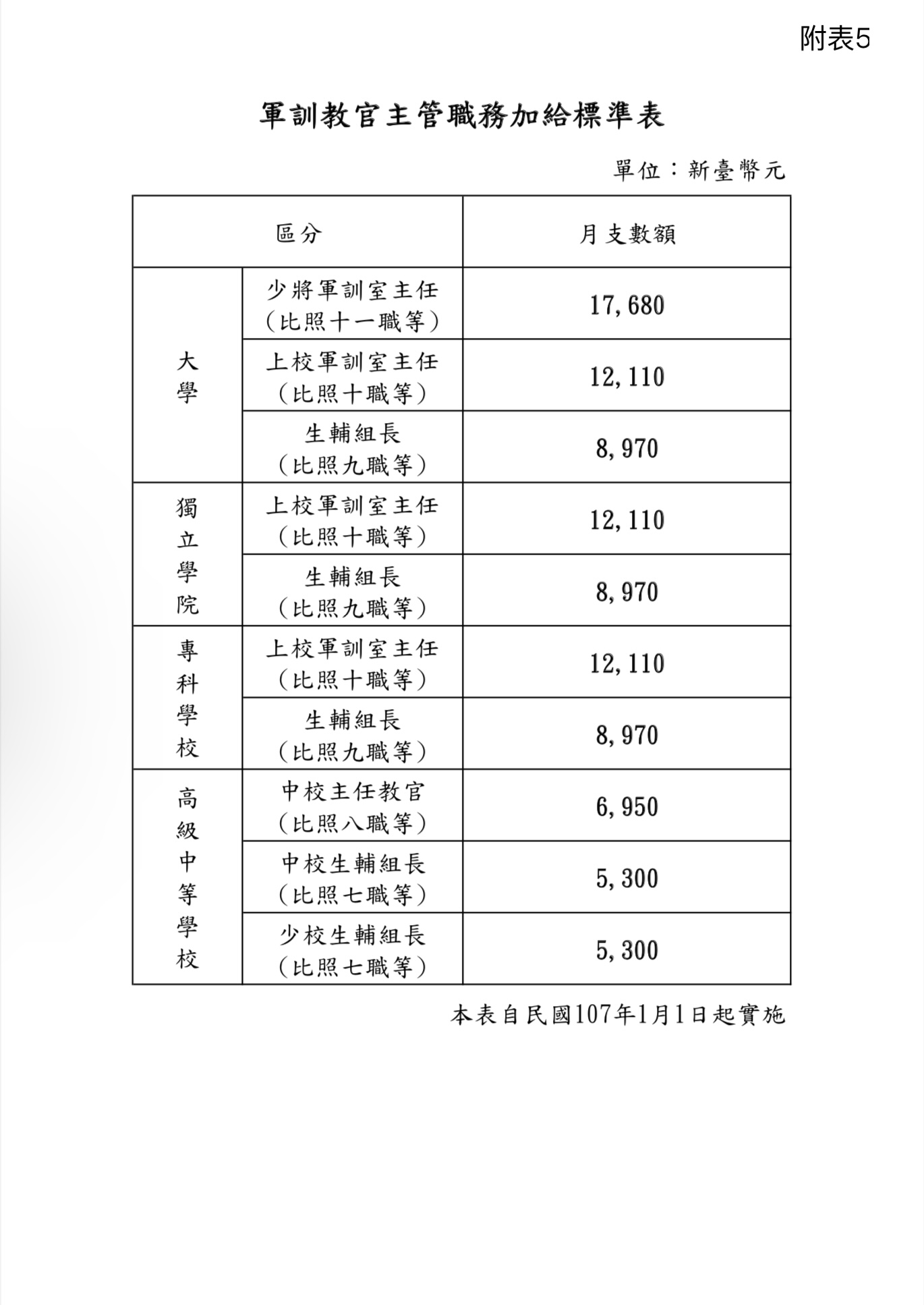
軍訓教官主管職務加給表（107年）

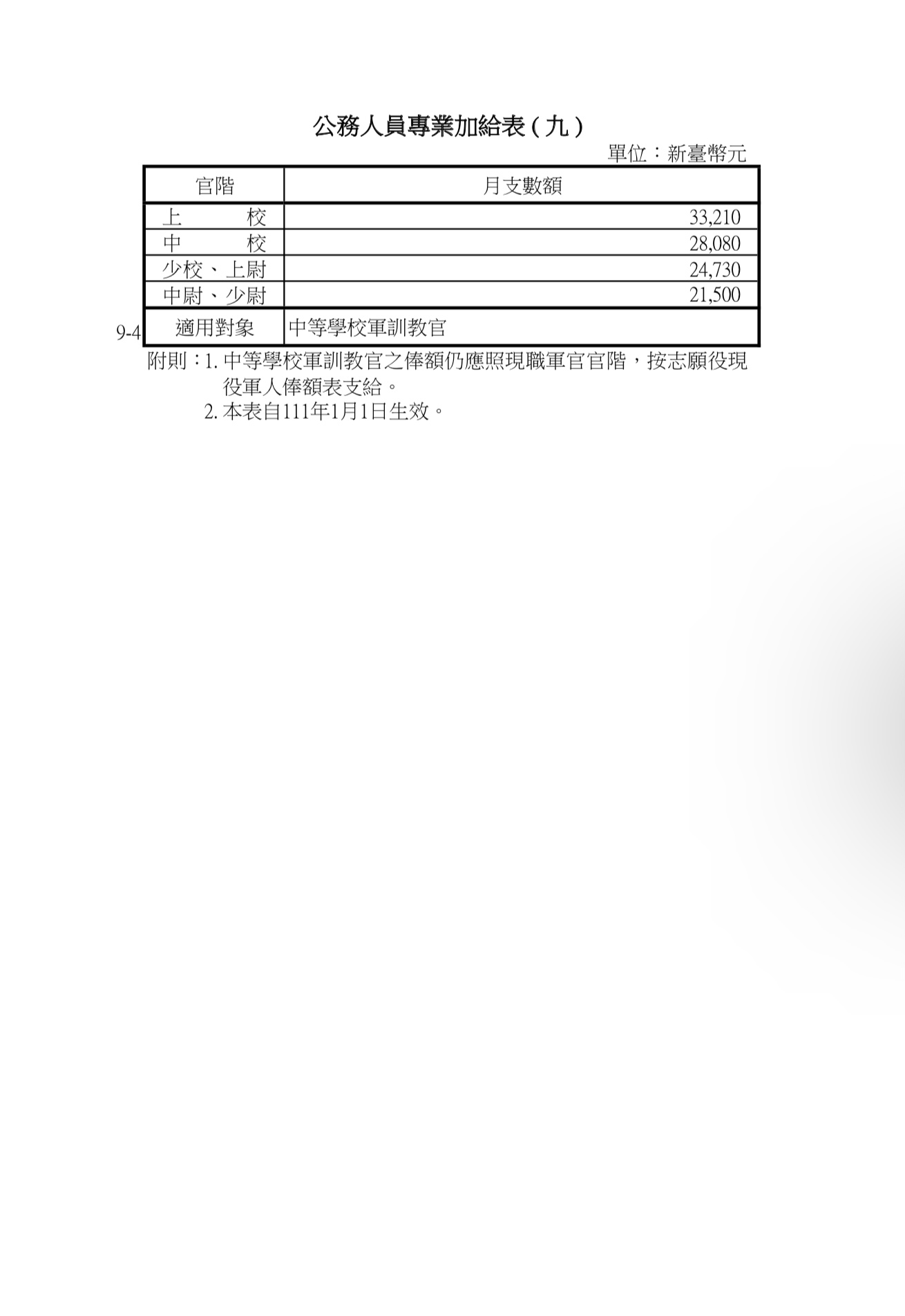
高級中等學校軍訓教官專業加給表（111年）

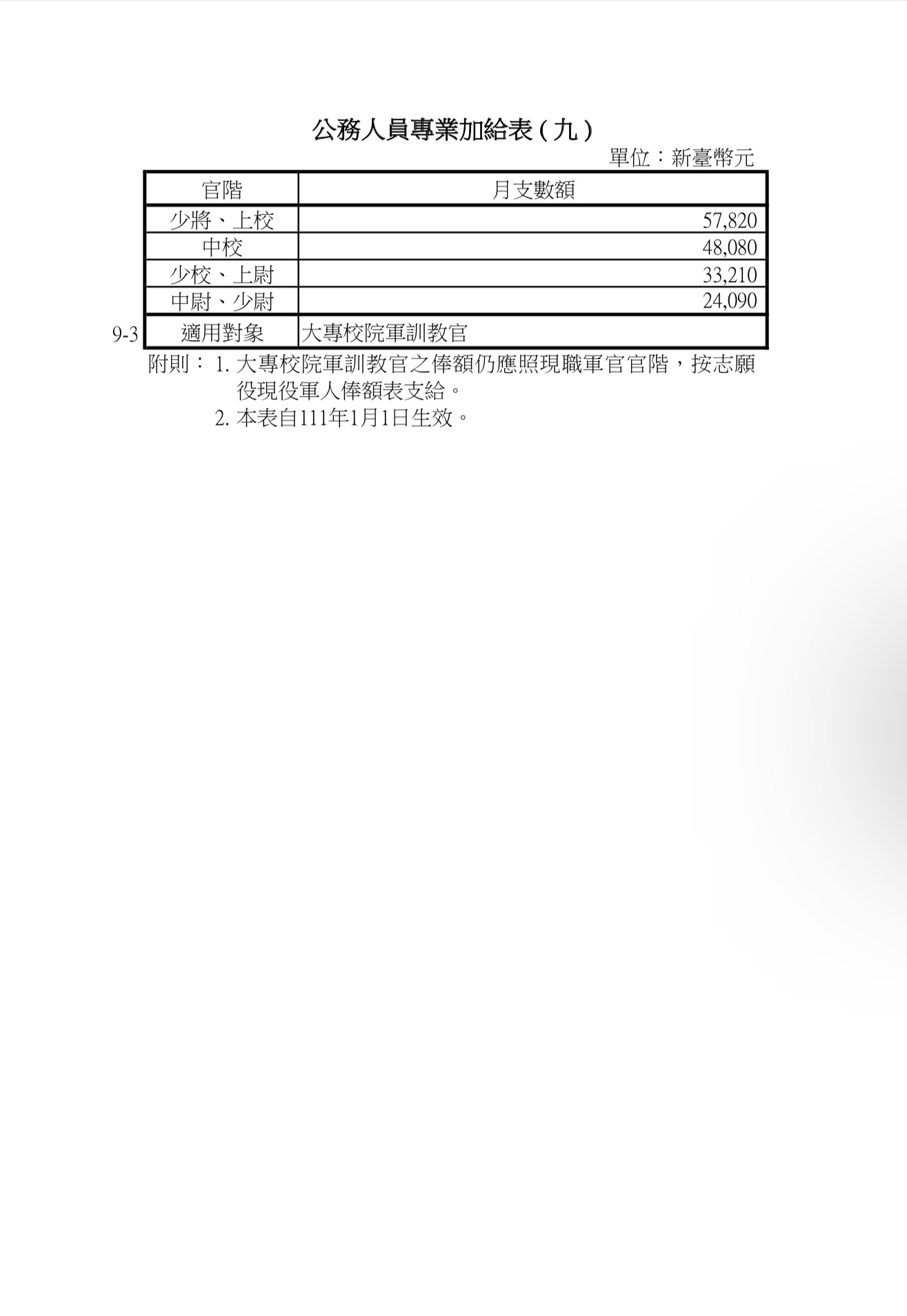
大專院校軍訓教官專業加給表（111年）

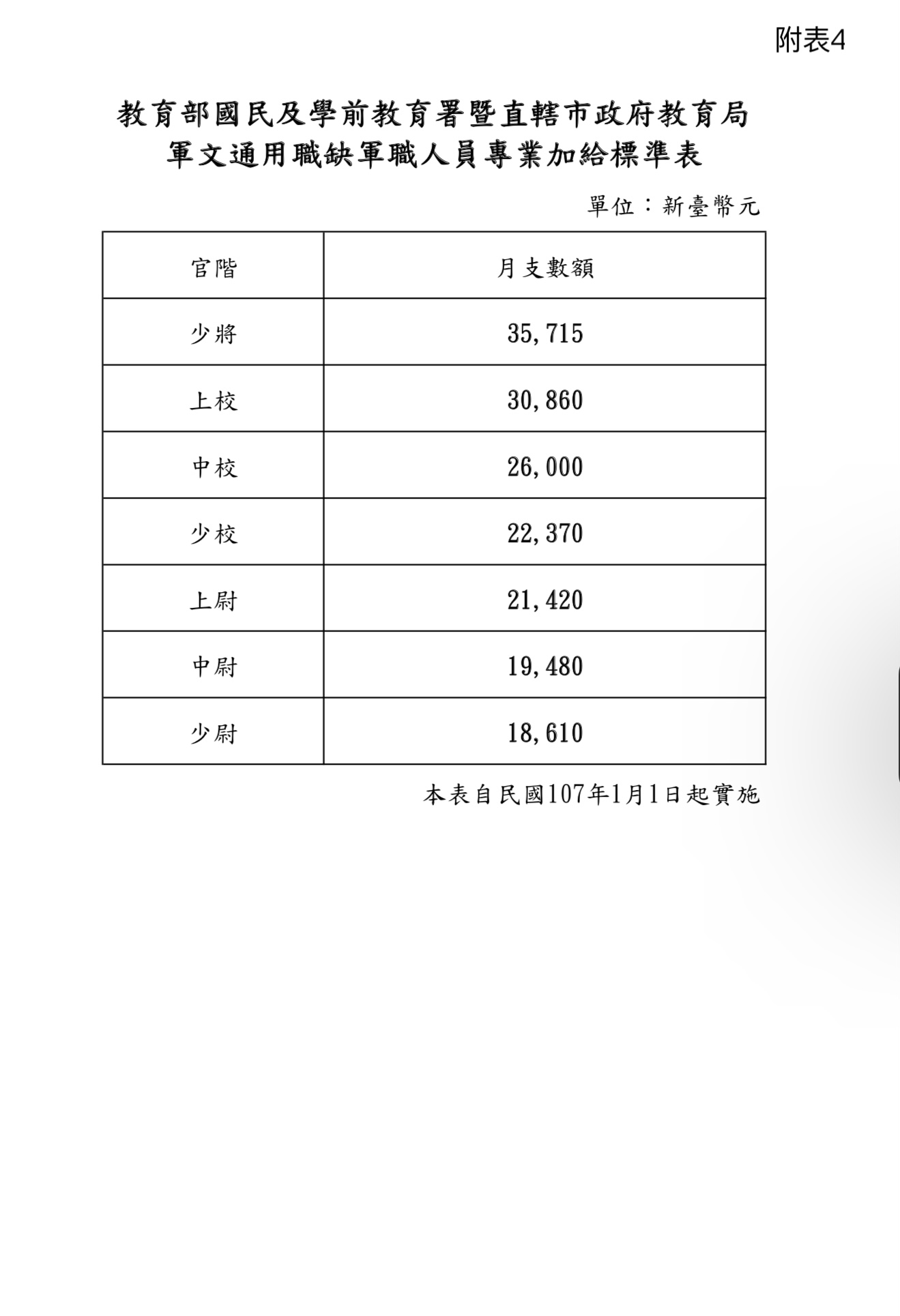
教育部國民及學前教育署暨直轄市政府教育局，軍文通用職缺軍職人員專業加給標準表（107年）

### 職責
軍訓教官在學校任務：平時，維護校園安全、校園秩序、校外活動安全、教授國防通識、全民國防教育課程，災害時指揮學生、老師避難與救助；戰時，編組學生民防團能力。高中（職）、大專院校之在校學生，應參加各該學校防護團編組支援服勤、防空避難指揮。各校並有軍械室編制，配有M1加蘭德步槍（儀隊表演槍），及教育用T65K2步槍或T91戰鬥步槍，但均為教育訓練用途，會將撞針刮除，無法正常射擊，僅戰時有需，會將撞針重裝，作為後備武器。
現在大多數高中仍然存在的軍訓文化：
- 軍訓檢閱：在大慶典的校慶中、模仿軍隊檢閱方式，檢閱官為校長、學務處主任與主任教官等重要人士。
- 軍歌比賽：演唱軍歌並進行競賽，以學習軍人的黃埔精神、雄壯氣魄和展團結一致的精神。
- 軍樂隊：學校出資訓練，在重要典禮、週會的配樂，吹奏國歌、國旗歌、恭迎國旗、頒獎樂等。
- 儀隊：比照中華民國國軍三軍儀隊的模式、放入學校當中。
- 服儀糾察隊：比照國軍之憲兵與軍事糾察隊權力進行服裝儀容糾舉，展現學生整齊劃一的服儀。

### 服裝
除了總教官外，通常教官之軍階在中尉至上校之間。而正因為仍為現役軍員，依照《軍訓教官服裝規定》、《軍訓教官服裝製補作業計畫》、《陸海空軍服制條例》等規定，所有教官制服均需依照不同軍種、性別來製作服裝，並須於校園教學與服勤期間穿著服制規定之乙式軍便服。例如陸軍軍種教官須穿著綠色軍便服，空軍軍種的女軍訓教官則須穿著藍色制服及窄裙，而海軍陸戰隊轉任的男教官需要穿領帶時，則須使用黃色領帶。

### 人數
根據教育部資料，2016年時全國共有約3,500名軍訓教官，其中2,600名服務於高中職、900名於大專院校，大學之中有14所無教官。在沒有教官的14所大學中，其中9所是2006年後新設學校或宗教大學，因此在設立時並無核給教官名額。
蔡政府上台後，2017年起，高中、大學教官開始「遇缺不補」，待其離退後人數慢慢遞減，2018年全臺灣教官仍有3,005人。2020年11月尚有2,653人，2021年預計減少98人、2,555人，2025年預計為990人，2031年預計最後10人退伍。

### 遴選
經過多年沿革，今中華民國高級中學以上學校的軍訓教官遴選，除筆試外還須經過跨部會的「軍訓教官遴選小組」嚴格審核。除了詳訂由經國防部遴選、介派及遷調外，也仍強調為現役軍官的身份。一般來說，其最主要身份資格為：
- 服軍官役期滿八年以上。
- 役期在各階現役最大年限前二年以上。
- 具學士以上學位，中校以上各階並應具碩士以上學位或指參學資。
- 最近三年考績績等均評列甲等以上。
- 智力測驗成績在一百分以上者。
- 最近五年內，未曾受有期徒刑判決確定、懲戒處分或一次懲處達大過一次以上處分。
- 最近三年內，未曾因體罰部屬、擅離職守、不貫徹命令、財務操守或不正當男女關係等事由，受一次懲處達記過一次以上處分。
- 六個月內，經國軍醫院依國軍人員體格分類作業程序，體格檢查核判體格為編號一或二。
- 大學軍訓總教官為少將或上校，其餘教官為上校、中校、少校。
- 高中高職軍訓主任教官為中校軍階，其餘教官為中校、少校、上尉。

## 流行文化
- 返校 (電影)、返校（遊戲）
- 女鬼橋2：怨鬼樓、女鬼橋 開魂路

## 出身名人
- 湯曜明：中華民國陸軍一級上將，曾任實踐大學軍訓教官，回軍後曾任國防部長、參謀總長、陸軍總司令、陸軍副總司令、陸軍八軍團司令、陸軍43軍長、陸軍參謀長、陸軍步兵226師長。是中華民國國軍歷史上第一位臺灣本省籍、客家人出身的陸軍總司令、參謀總長（一級上將）與國防部長。
- 戴伯特：中華民國陸軍二級上將，曾任臺北市成功高中軍訓教官，回軍後曾任陳水扁總統府戰略顧問、聯勤司令、國防部軍情局局長、陸軍副總司令、陸軍金防部司令、陸軍六軍團司令、陸軍後勤司令、陸軍砲校校長、陸軍人事署長、陸軍計畫署長、陸軍步兵127師長、陸軍花防部參謀長、陸軍步兵58師防砲連連長。